# Lepanthes hirtzii
Lepanthes hirtzii är en orkidéart som beskrevs av Carlyle August Luer. Lepanthes hirtzii ingår i släktet Lepanthes och familjen orkidéer. Inga underarter finns listade i Catalogue of Life.